# Recipharm
Recipharm AB är en svensk, tidigare börsnoterad, kontraktstillverkare av läkemedel, som grundades 1995 som Recip. Det har tillverkning i nio länder.
Företaget har sina rötter i Pharmacia. En av Pharmacias tablettfabriker i Årsta i Stockholm skulle 1995 läggas ned på grund av ett beslut om utlokalisering av tablettproduktion till Italien. Thomas Eldered, som var fabrikschef på anläggningen, och Lars Backsell, som var chef för Pharmacias egenvårdsavdelning genomförde ett så kallat ”management buyout”. De grundade Recip med 140 medarbetare och med Apoteksbolaget som främsta kund.
Åren 1998–2004 förvärvades ytterligare tre fabriksanläggningar i Sverige. År 2001 etablerades varumärket Recipharm för kontraktstillverkning. Från 2007 koncentrerades produktionen på kontraktstillverkning och de egna produkterna såldes av. Företaget namnändrades till Recipharm.
År 2007 förvärvades den första fabriken utanför Sverige, i Monts i Frankrike, och senare följde köp i bland andra Storbritannien, Frankrike, Schweiz och Spanien. Ett flertal av förvärven har varit av nedläggningshotade anläggningar.
I december 2020 lämnade Roar Bidco AB ett offentligt uppköpserbjudande på Recipharm. Recipharm avnoterades från Stockholmsbörsen i mars 2021.

## Vaccin mot covid-19
Recipharm tecknade i november 2020 ett avtal med Moderna om tillverkning av Modernas covid-19-vaccin mRNA-1273 för utom-amerikanska marknader. Tillverkningen sker i en av företagets fabriker i Frankrike.